# Jajowar

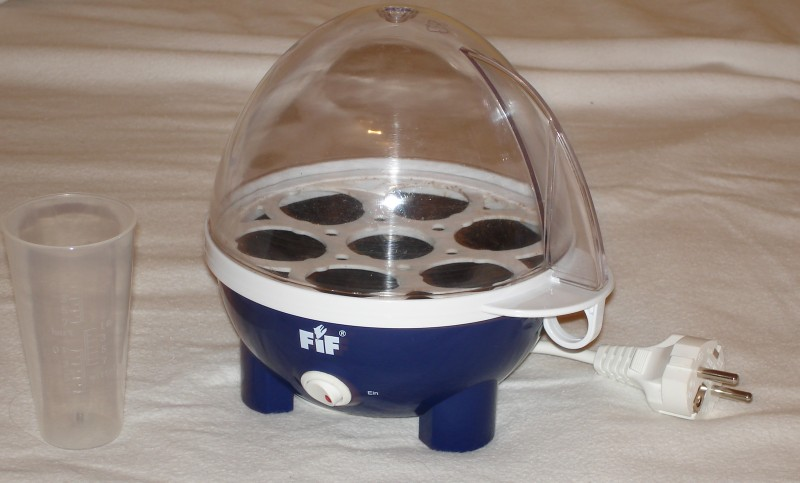
Jajowar

Jajowar – urządzenie elektryczne służące do gotowania jajek. Konstrukcja składa się z płyty grzewczej (z owalnymi miejscami na jajka) i przykrywki w kształcie kopuły (zrobionej zazwyczaj z metalu lub przezroczystego plastiku). Bardziej zaawansowane modele pozwalają na wybieranie poziomu ugotowania jajka (można zazwyczaj wybierać pomiędzy trzema poziomami: na twardo, na półmiękko i na miękko) oraz posiadają dźwiękowy sygnał informujący o zakończeniu procesu gotowania.